# Armando Guebuza
Armando Emílio Guebuza (né le 20 janvier 1943 à Murrupula, province de Nampula) est un homme politique mozambicain membre du Frelimo, président de la République du 2 février 2005 au 15 janvier 2015.

## Biographie
Armando Guebuza intègre le Frelimo en 1963. Il quitte le Mozambique en 1964 pour participer à la guérilla.
Après avoir été ministre de l'Intérieur de Samora Machel, il est élu secrétaire général du Frelimo en 2002.
Après son élection les 1er et 2 décembre 2004 avec 64 % des voix, la Renamo de l'opposant et candidat Afonso Dhlakama, ainsi que nombre de petits partis, dénoncent, comme pour les précédentes élections de 1994 et 1999, des fraudes multiples et lourdes. Les législatives tenues en même temps font l'objet des mêmes critiques. La Renamo demande de nouvelles élections justes et impartiales. Les observateurs internationaux envoyés sur place pour contrôler le bon déroulement du scrutin se sont vu interdire par la Commission nationale électorale l'accès aux phases de dépouillement. Néanmoins selon les mêmes observateurs, les fraudes ne sont pas suffisantes pour modifier le résultat du scrutin,.
Le 28 octobre 2009, il est réélu dès le premier tour de scrutin avec 75 % des voix.
Guebuza est un homme d'affaires très prospère avec de nombreux investissements au Mozambique. Il lui a été reproché de se servir de son pouvoir politique pour s'enrichir via ses investissements.
Il permet la légalisation de l’avortement en 2014.
Le 15 janvier 2015, Filipe Nyusi lui succède au poste de président de la République.